# Осіївка (зупинний пункт)
Осіївка — зупинний пункт Шевченківської дирекції Одеської залізниці на вузькоколійній залізниці (ширина — 75 см) Рудниця — Гайворон між станціями Бершадь (15 км) та Гайворон (10 км).
Розташований на схід від сіл Осіївка та Лугова Бершадського району Вінницької області.

## Пасажирське сполучення
Зупиняються приміські поїзди (з 14.10.2021 р відновлено одну пару на добу щоденно) сполученням Рудниця — Гайворон.